# Ergasilus cotti
Ergasilus cotti är en kräftdjursart som beskrevs av Kellicott 1892. Ergasilus cotti ingår i släktet Ergasilus och familjen Ergasilidae. Inga underarter finns listade i Catalogue of Life.